# Scriptoplusia nigriluna
Scriptoplusia nigriluna är en fjärilsart som beskrevs av Walker 1857. Scriptoplusia nigriluna ingår i släktet Scriptoplusia och familjen nattflyn. Inga underarter finns listade.